# 桑原甚内
桑原 甚内（くわはら じんない、生年不明 - 永禄3年（1560年））は、戦国時代の武士。名は甚助とも助十郎とも伝わる。

## 略歴
原虎胤の三男。元は甲州に住んでいたが、命によって駿河国に移り太原雪斎に弟子入りしたが、後に同輩と不和により尾張国に落ち延びたという  。
永禄3年（1560年）桶狭間の戦いでは熱田神宮において織田信長を待ち伏せて自分が今川義元の顔を知っている事を申し上げた 。
信長は甚内を戦列に加え、甚内も前線で奮闘するも討死した。